# Banc à rouleaux
 (décembre 2015).
Si vous disposez d'ouvrages ou d'articles de référence ou si vous connaissez des sites web de qualité traitant du thème abordé ici, merci de compléter l'article en donnant les références utiles à sa vérifiabilité et en les liant à la section « Notes et références ».
Un banc à rouleaux est un dispositif de test d'un véhicule qui consiste à placer le véhicule (une automobile, une moto ou une locomotive) sur des cylindres sur lequel il roule afin de simuler les conditions réelles de circulation. Pendant que le véhicule roule sur le banc d'essais, il est équipé de capteurs afin de mesurer différents paramètres. 